# Philip Gidley King
Pour les articles homonymes, voir Philip King et King.
Le capitaine Philip Gidley King (23 avril 1758 - 3 septembre 1808) était officier de marine britannique et administrateur colonial. Il est surtout connu pour avoir été le fondateur officiel de la première colonie européenne sur l'île Norfolk et le troisième gouverneur de Nouvelle-Galles du Sud.

## Carrière
King est né à Launceston, en Cornouailles, le 23 avril 1758. Il a rejoint la Royal Navy à l'âge de 12 ans comme serviteur d'un commandant de bord et a été nommé sous-lieutenant en 1778. King servit sous les ordres d'Arthur Phillip qui le choisit comme sous-lieutenant sur le Sirius pour l'expédition chargée de mener le premier contingent de prisonniers de Grande-Bretagne en Nouvelle-Galles du Sud. À l'arrivée, en janvier 1788, King fut choisi pour diriger une petite partie des détenus et des gardes créer une petite colonie sur l'île Norfolk.
Le 6 mars 1788, King et son équipage débarquèrent sur l'île avec beaucoup de difficulté, en raison de l'absence de port, et s'attelèrent à la construction de huttes, au débroussaillage, à la mise en culture, et ce malgré les ravages des parasites, des embruns marins et des ouragans. De nouveaux condamnés furent envoyés, ce qui se révéla parfois gênant. Au début de 1789, il prévint une mutinerie de certains condamnés qui avaient prévu de le faire prisonnier avec d'autres gardiens pour pouvoir s'évader par le prochain bateau qui devait arriver.
Bien que commandant de l'île, King eut des relations avec une condamnée, Ann Inett. Ils eurent leur premier fils le 8 janvier 1789 qu'ils prénommèrent Norfolk. Un autre fils naquit en 1790 prénommé Sydney.
Après le naufrage du Sirius sur les côtes de l'île en mars 1790, King retourna en Angleterre pour rendre compte des difficultés de la nouvelle colonie. Il laissa Ann Inett à Sydney avec leurs garçons; elle épousa plus tard un autre homme en 1792, et continua à mener une vie confortable et respectée dans la colonie. King, qui avait probablement organisé le mariage, a également organisé pour leurs deux fils leur éducation en Angleterre où ils sont devenus officiers de marine.
Pendant son séjour en Angleterre, King épousa Anna Josepha Coombe, le 11 mars 1791 et revint peu de temps après sur le Gorgon pour prendre ses fonctions de lieutenant-gouverneur de l'île Norfolk, avec un salaire annuel de 250£. Premier enfant du couple légitime, Phillip Parker King, est né sur l'île en décembre 1791 et quatre filles ont suivi.
À son retour sur l'île Norfolk, King trouva une population de près d'un millier de personnes très mécontentes à cause du régime trop strict imposé par le Major Robert Ross. Il se mit au travail avec enthousiasme pour améliorer la situation. Il encouragea les colons, d'anciens détenus et gardiens, tint compte de leurs revendications sur les salaires et les prix. En 1794 l'île était auto-suffisante en céréales et l'excédent de porcs était envoyé à Sydney. Le nombre de personnes vivant en dehors de toute aide du gouvernement était élevé, et peu de colons voulaient partir de l'île.
En février 1794, King dut faire face à des allégations non fondées portées par des gardiens de l'île selon lesquelles ils étaient punis trop sévèrement alors que les anciens détenus avaient des peines beaucoup plus douces lorsque des différends surgissaient entre eux. Comme leur conduite devenait de plus en plus subversive, il envoya vingt d'entre eux à Sydney pour être jugés par une cour martiale. Le lieutenant-gouverneur, Francis Grose, condamna le comportement de King et donna des instructions pour retirer toute autorité des militaires sur la population civile. Grose s'excusa plus tard, mais le conflit entre King et l'armée continua de sévir.
Souffrant de la goutte, King retourna en Angleterre en octobre 1796 et, après avoir retrouvé son état de santé, il reprit sa carrière et fut nommé troisième gouverneur de Nouvelle-Galles du Sud en remplacement du capitaine John Hunter.
King prit ses fonctions de gouverneur le 28 septembre 1800. Il entreprit de réorganiser l'administration de la colonie et nomma le major Joseph Foveaux lieutenant-gouverneur de l'île Norfolk.
Sa première tâche fut de s'attaquer à la mauvaise conduite des gardiens qui avaient organisé un commerce illicite d'alcool, notamment de rhum. Il essaya de décourager l'importation d'alcool, et commença à faire construire une brasserie. Toutefois, il se heurta au refus des condamnés de travailler dans leur temps libres s'ils ne pouvaient pas avoir d'alcool et la distillation illicite d'alcool se poursuivit, devenant de plus en plus difficile à contrôler.
Il continua à faire face à l'arrogance des gardiens militaires. Il ne reçut pas de soutien d'Angleterre où il avait envoyé un officier John Macarthur être jugé en cour martiale.
King eut quelques succès dans son entreprise. Ses règlements sur les prix, les salaires, les heures de travail, les charges financières et l'emploi des condamnés apportèrent une certaine amélioration aux petits propriétaires et réduisirent le nombre de personnes dépendantes de l'État. Il encouragea la construction de bâtiments, d'aménagements portuaires, de ponts, de maisons, etc. Les troupeaux de bétail augmentèrent considérablement et il encouragea l'expérimentation de la culture de la vigne, du tabac, du coton, du chanvre et de l'indigo. La chasse à la baleine et la pêche devinrent une importante source d'huile et de cuir. L'extraction de charbon commença. Il s'intéressa à l'éducation, créa des écoles pour que les enfants de condamnés puissent apprendre un métier qualifié. Il encouragea la vaccination contre la variole, se montra favorable à l'œuvre des missionnaires, s'efforça de maintenir la paix avec les habitants autochtones, et encouragea le premier journal, la Gazette de Sydney.
Il fit approfondir les relevés topographiques du détroit de Bass et de Western Port, découvrit la baie de Port Phillip, installa des colonies de peuplement à Hobart et Port Dalrymple dans la future Tasmanie.
Bien qu'il fût conscient du fait que Sydney n'était qu'une colonie pénitentiaire, il donna aux habitants les moyens de se rendre autonomes, considérant que les anciens détenus ne devaient pas rester à jamais en disgrâce. Il nomma d'anciens prisonniers à des postes de responsabilité, définit les règlements régissant les fonctionnaires et jeta les bases d'un système d'aide à la bonne conduite des prisonniers (Ticket of leave).
Bien qu'il ait bénéficié personnellement d'un certain nombre d'avantages commerciaux, de la vente de bétail, d'attribution de terres et de subventions, il sut rester modeste dans ses relations avec la plupart de ses subordonnés.
L'augmentation de l'animosité entre Kings et les gardiens de la colonie pénitentiaire conduisirent à sa démission et à son remplacement par William Bligh en 1806. Il retourna en Angleterre. Là, sa santé devint défaillante et il est mort le 3 septembre 1808.
De tous les membres du premier convoi de prisonniers pour la Nouvelle-Galles du Sud, Philip Gidley King est peut-être celui qui a le plus contribué aux premiers développements de la colonie.